# Caproni Vizzola F.6
Caproni Vizzola F.6 là một loại máy bay tiêm kích của Ý, do hãng Caproni chế tạo.

## Quốc gia sử dụng
Ý
- Regia Aeronautica

## Biến thể
F.6M
F.6Z
F.7

## Tính năng kỹ chiến thuật (F.6M)
Dữ liệu lấy từ 
Đặc tính tổng quan
- Kíp lái: 1
- Chiều dài: 9,15 m (30 ft 0 in) (F.6Z 9,01 m (30 ft))
- Sải cánh: 11,35 m (37 ft 3 in) (F.6Z [chuyển đổi: số không hợp lệ])
- Chiều cao: 3,02 m (9 ft 11 in)
- Diện tích cánh: 18,81 m2 (202,5 foot vuông)
- Trọng lượng rỗng: 2,265 kg (5 lb) (F.6Z 3,348 kg (7 lb))
- Trọng lượng có tải: 2,885 kg (6 lb) (F.6Z 4,092 kg (9 lb))
- Động cơ: 1 × Daimler-Benz DB 605A , 1,099 kW (1,474 hp)  (lắp cho F.6M)
- Động cơ: 1 × Isotta-Fraschini R.C.25/60 Zeta , 1,118 kW (1,499 hp)  (fitted to the F.6Z)

Hiệu suất bay
- Vận tốc cực đại: 569 km/h (354 mph; 307 kn) trên độ cao 5.000 m (16.405 ft) (F.6Z 630 km/hr[chuyển đổi: đơn vị bất ngờ])
- Tầm bay: 950 km (590 mi; 513 nmi) ở vận tốc 477 kmh (296 mph) (F.6Z 1.370km (851dặm))

Vũ khí trang bị

- Súng: 3 (F.6Z) hoặc 4 (F.6M) × súng máy Breda-SAFAT 12,7 mm (0.5 in)